# Fanny Brunner
Franziska „Fanny“ Brunner (* 1973 in Wien, Österreich) ist eine österreichische Theaterregisseurin.

## Leben
Fanny Brunner ist die Tochter der Tänzerin Christl Zimmerl und des späteren Ballettdirektors der Wiener Staatsoper Gerhard Brunner. Sie  absolvierte eine Ausbildung zur Tänzerin an der Ballettschule der Wiener Staatsoper und trat in Ballettaufführungen der Wiener Staatsoper auf, so 1985/1986 als Genius in Hommage à Fanny Elßler und 1988 als Spanierin in Die Puppenfee. Anschließend studierte sie an der Universität Wien Theaterwissenschaft, Deutsche Philologie, Philosophie und Wissenschaftstheorie und diplomierte 2004 mit der Arbeit Tanz ’82 bis ’96 – Die Wiener Internationalen Tanzfestivals im Rahmen der Wiener Festwochen. Nach freien Regieassistenzen am Schauspielhaus Graz und an den Vereinigten Bühnen Wien ging sie ab der Spielzeit 2001/2002 als feste Regieassistentin ans Schauspiel Frankfurt. Sie assistierte unter anderem bei Stéphane Braunschweig, Armin Petras, Anselm Weber und Jan Bosse.
2014 schloss sie das Weiterbildungsprogramm Executive Master in Arts Administration an der Universität Zürich ab. 2006 gründete sie mit der Kunsthistorikerin und Kuratorin Fiona Liewehr „dreizehnterjanuar – Freie Theaterproduktionen“, eine Plattform für Theaterproduktionen in Wien, deren Künstlerische Leiterin sie bis heute ist.
Mit dem Dramaturgen und Autor Hans-Jürgen Hauptmann begann Fanny Brunner 2006, Stücke auf der Grundlage fremder und mit eigenen Texten zu entwickeln. Es entstanden Produktionen zu vielfältigen gesellschaftlichen Themen. Fanny Brunner ist Uraufführungsregisseurin von Stücken und Texten von Stefanie Sargnagel, Andrea Dworkin, Maria Milisavljević, Thomas Köck, Ulrike Syha, Karen Köhler, Dagrun Hintze und Alissa Walser.
Fanny Brunner arbeitet zusammen mit dem Bühnen- und Kostümbildner Daniel Angermayr, den Musikern und Komponisten Alex Konrad und Jan Preissler und der Schauspielerin Katrin Grumeth. Sie führte auch Regie bei Musikvideos, unter anderem für Ginga.

## Inszenierungen
- 2002: Erreger von Albert Ostermaier, Schauspiel Frankfurt
- 2003: Schwanengesang von Anton Tschechow, Schauspiel Frankfurt
- 2003: In weiter Ferne von Caryl Churchill, Schauspiel Frankfurt
- 2004: Fräulein Julie von August Strindberg, Schauspiel Frankfurt
- 2006: Die menschliche Stimme von Jean Cocteau, 3raum-Anatomietheater Wien
- 2006: Ich bin Ernst – Ein Versuch über den Dichter Ernst Herbeck von Ernst Herbeck, Schauspielhaus Wien
- 2007: Vor dem Ruhestand von Thomas Bernhard, Theater Ulm
- 2007: Ulrike Maria Stuart von Elfriede Jelinek, Theater Ulm
- 2007: Tristan und Isolde nach Eilhart von Oberg, Landestheater Linz
- 2008: Blond Eckbert von Judith Weir, Wiener Kammeroper
- 2008: Was ihr wollt von William Shakespeare, Theater Ulm
- 2008: Das fremde Mädchen von Hugo von Hofmannsthal mit Tänzen von Grete Wiesenthal, Odeon Wien
- 2009: Nicht nicht nicht nicht nicht genug Sauerstoff von Caryl Churchill, WUK Wien
- 2009: Intensivstation von Dagrun Hintze, Theater Ulm
- 2009: Nuts, Performance zu Der Nussknacker von Pjotr Iljitsch Tschaikowski, Tanzquartier Wien
- 2010: Pompe Funèbre oder die Verabschiedung der Manieren (nach allen Regeln der Kunst) von Fanny Brunner und Hans-Jürgen Hauptmann, Garage X Theater Petersplatz
- 2010: Die Banalität der Liebe von Savyon Liebrecht, Theater Ulm
- 2010: Pornorama. Ein Männermärchen von Karen Köhler, Theater Ulm
- 2011: Meisterklasse von Terrence McNally, Theater Ulm
- 2011: Guter Morgen Marienthal. Ein Stück Arbeit von Fanny Brunner und Hans-Jürgen Hauptmann, basierend auf Die Arbeitslosen von Marienthal, Evonik Para-Chemie, Gramatneusiedl
- 2011: Working Class Zero von Fanny Brunner und Hans-Jürgen Hauptmann, Garage X Theater Petersplatz
- 2012: Der Mann der die Welt aß von Nis-Momme Stockmann, Theater Ulm
- 2012: Geburtlichkeit und Sein zum Tode von Fanny Brunner und Eva Bormann, Hessisches Landestheater Marburg
- 2012: Die Elchjagd von Michał Walczak, Theater Ulm
- 2013: Wie tief geht es in mir abwärts und was wartet in der Dunkelheit auf mich? Vom Bösen von Fanny Brunner und Hans-Jürgen Hauptmann, Volkstheater Hundsturm
- 2013: Erschöpfungsgeschichte oder Wer hat den Tüchtigen das Glück gestohlen? von Fanny Brunner und Hans-Jürgen Hauptmann, Volkstheater Hundsturm
- 2014: Der große Marsch von Wolfram Lotz, Theater Ulm
- 2014: Das Projekt von Ulrike Syha, Garage X Theater Petersplatz
- 2015: Delirium zu zweit von Eugène Ionesco, Zimmertheater Tübingen
- 2015: Sauschneidn von Ewald Palmetshofer, Theater Ulm
- 2015: Angst Essen Seele auf von Rainer Werner Fassbinder, Hessisches Landestheater Marburg
- 2015: paradies hungern von Thomas Köck, Hessisches Landestheater Marburg
- 2016: Unerhört! 3000(0) Jahre Neue Musik von Bruno Liberda, Ateliertheater Wien
- 2016: Viel gut essen von Sibylle Berg, Theater Ulm
- 2016: Hi. Elliot Rodger here von Fanny Brunner und Eva Bormann, Garage X Theater Petersplatz
- 2016: Furcht und Ekel von Dirk Laucke, Hessisches Landestheater Marburg
- 2017: Beben von Maria Milisavljević, Pfalztheater Kaiserslautern
- 2017: Libussa/Riot don’t diet von Fanny Brunner nach Motiven von Franz Grillparzer, Laurie Penny u. a., Hessisches Landestheater Marburg
- 2018: Eskalation Ordinär von Werner Schwab, Zimmertheater Tübingen
- 2018: Das Scheißleben meines Vaters, das Scheißleben meiner Mutter und meine eigene Scheißjugend von Oliver Kluck nach Andreas Altmann, Theater Paderborn
- 2018: Andorra von Max Frisch mit einem Prolog von Fanny Brunner und Michel op den Platz, Landestheater Tübingen
- 2018: Frerk, du Zwerg! von Finn-Ole Heinrich, Landestheater Linz
- 2019: Zu Dir kommt alles Fleisch von Fanny Brunner nach Motiven von Mithu Sanyal, Theater Paderborn
- 2020: Angstmän von Hartmut El Kurdi, Landestheater Linz
- 2020: Die Jungfrau von Orleans von Friedrich Schiller mit einem Epilog von Andrea Dworkin, Landesbühne Niedersachsen Nord
- 2020: In 80 Tagen um die Welt von Jules Verne, Landestheater Tübingen
- 2020: Hamlet von William Shakespeare, Landestheater Tübingen
- 2020: 89/90 von Peter Richter in der Theaterfassung von Fanny Brunner und Christopher Hanf, Hans-Otto-Theater Potsdam
- 2021: Binge Living von Stefanie Sargnagel, Landestheater Linz
- 2022: Hoffnun' von Puneh Ansari, Kosmos Theater (Wien)
- 2022: Lulu von Frank Wedekind, Landestheater Linz
- 2022: King Kong Vivienne von Fanny Brunner und Vivienne Causemann, Vorarlberger Landestheater Bregenz. Ausgezeichnet mit dem Theaterpreis STELLA*23.
- 2023:  Der König stirbt von Eugène Ionesco, Theater Paderborn – Westfälische Kammerspiele
- 2023: Warten auf Godot von Samuel Beckett, Hans-Otto-Theater Potsdam, Premiere 28.04.2023
- 2023: Sie sagen Täubchen, ich sag Taube von Sina Ahlers, Uraufführung, Landestheater Detmold, Premiere 22.09.2023
- 2024:  Konrad oder Das Kind aus der Konservenbüchse von Christine Nöstlinger, Landestheater Linz, Premiere 06.01.2024
- 2024:  50 Ways to Leave Your Ehemann von Jacinta Nandi, Uraufführung, Theater Paderborn – Westfälische Kammerspiele, Premiere 02.03.2024
- 2024:  Das beste aller möglichen Leben von Noah Haidle, Hans-Otto-Theater Potsdam, Premiere 21.09.2024
- 2024:  RÜHRT EUCH!, (Uraufführung) Stückentwicklung von Fanny Brunner, Theater Regensburg, Premiere 30.11.2024
- 2025: James Brown trug Lockenwickler von Yasmina Reza, Landestheater Linz, Premiere 21.03.2025